# Great Givendale
Great Givendale – osada w Anglii, w hrabstwie East Riding of Yorkshire. Leży 39 km na północny zachód od miasta Hull i 277 km na północ od Londynu.